# Песочки (Украина)
Песочки (укр. Пісочки) — село, Заводская городская община, Миргородский район, Полтавская область, Украина.
Код КОАТУУ — 5322681106. Население по переписи 2001 года составляло 296 человек.

## Географическое положение
Село Песочки находится на левом берегу реки Сула, выше по течению на расстоянии в 1 км расположено село Пески, ниже по течению на расстоянии в 0,5 км расположено село Хрули. Река в этом месте извилистая, образует лиманы, старицы и заболоченные озёра. Рядом проходит железная дорога, станция Лохвица в 2-х км.

## История
- 1649 — дата основания.

## Экономика
- Молочно-товарная ферма.

## Объекты социальной сферы
- Клуб.